# Општина Нови Травник
Нови Травник је општина у Федерацији Босне и Херцеговине, БиХ. Сједиште општине је град Нови Травник. Општина заузима површину од 232 km2. Послије потписивања Дејтонског споразума, Општина Нови Травник је у цјелини ушла у састав Федерације БиХ.

## Географија
Општина Нови Травник смјештена је највећим дијелом у долини речице Грлонице, између планина Виленице, Комара, Радована и Вранице. Окружена је општинама: Травник, Витез, Фојница, Горњи Вакуф-Ускопље и Бугојно.

## Назив
Насеље и општина су од 1980. до 1992. носили назив Пуцарево, по Ђури Пуцару Старом.

## Становништво
По посљедњем службеном попису становништва из 1991. године, општина Нови Травник је имала 30.713 становника, распоређених у 52 насељена мјеста.
| Националност       | 1991.           | 1981.           | 1971.          |
| Хрвати             | 12.162 (39,59%) | 10.548 (40,33%) | 9.852 (43,12%) |
| Муслимани          | 11.625 (37,85%) | 9.164 (35,03%)  | 8.200 (35,89%) |
| Срби               | 4.097 (13,33%)  | 3.521 (13,46%)  | 4.129 (18,07%) |
| Југословени        | 2.132 (6,94%)   | 2.308 (8,82%)   | 301 (1,31%)    |
| остали и непознато | 697 (2,26%)     | 613 (2,34%)     | 365 (1,59%)    |
| Укупно             | 30.713          | 26.154          | 22.847         |

## Насељена мјеста
Балићи, Бистро, Божићи, Будушићи, Бугојчићи, Буквићи, Бучићи, Вејзовићи, Водовод, Горње Пећине, Дахово, Доње Пећине, Дубоко, Ђаковићи, Зенепићи, Зубићи, Исаковићи, Касаповићи, Копила, Ковачићи, Крњића Поток, Лисац, Маргетићи, Моњићи, Невић Поље, Нова Опара, Нови Травник, Опара, Орашац, Печуј, Петачићи, Поточани, Прибиловићи, Причани, Ранковићи, Растовци, Рат, Репут, Руда, Себешић, Сеона, Синокос, Стојковићи, Торине, Треница, Трновац, Туралићи, Хас, Хаџићи, Чакићи, Чехова и Шенковићи.

## Додатна литертура
- Књига: „Национални састав становништва — Резултати за Републику по општинама и насељеним мјестима 1991.", статистички билтен бр. 234, Издање Државног завода за статистику Републике Босне и Херцеговине, Сарајево.